# Dallas-Fort Worth Film Critics Association Awards 2010
La 16ª edizione dei Dallas-Fort Worth Film Critics Association, annunciata il 17 dicembre 2010, ha premiato i migliori film usciti nel corso dell'anno.

## Vincitori
A seguire vengono indicati i vincitori, in grassetto.

### Miglior film
1. The Social Network, regia di David Fincher
2. Il discorso del re (The King's Speech), regia di  Tom Hooper
3. Il cigno nero (Black Swan), regia di  Darren Aronofsky
4. 127 ore (127 Hours), regia di  Danny Boyle
5. Un gelido inverno (Winter's Bone), regia di  Debra Granik
6. Inception, regia di  Christopher Nolan
7. The Fighter, regia di  David O. Russell
8. Il Grinta (True Grit), regia di  Joel ed Ethan Coen
9. The Town, regia di Ben Affleck
10. I ragazzi stanno bene (The Kids Are All Right), regia di Lisa Cholodenko

### Miglior regista
1. David Fincher - The Social Network
2. Danny Boyle - 127 ore (127 Hours)
3. Darren Aronofsky - Il cigno nero (Black Swan)
4. Christopher Nolan - Inception
5. Tom Hooper - Il discorso del re (The King's Speech)

### Miglior attore
1. James Franco - 127 ore (127 Hours)
2. Colin Firth - Il discorso del re (The King's Speech)
3. Jesse Eisenberg - The Social Network
4. Robert Duvall - The Funeral Party (Get Low)
5. Michael Douglas - Solitary Man

### Miglior attrice
1. Natalie Portman - Il cigno nero (Black Swan)
2. Jennifer Lawrence - Un gelido inverno (Winter's Bone)
3. Nicole Kidman - Rabbit Hole
4. Annette Bening - I ragazzi stanno bene (The Kids Are All Right)
5. Michelle Williams - Blue Valentine

### Miglior attore non protagonista
1. Christian Bale - The Fighter
2. Geoffrey Rush - Il discorso del re (The King's Speech)
3. Jeremy Renner - The Town
4. Bill Murray - The Funeral Party (Get Low)
5. Chris Cooper - The Company Men

### Miglior attrice non protagonista
1. Melissa Leo - The Fighter
2. Jacki Weaver - Animal Kingdom
3. Helena Bonham Carter - Il discorso del re (The King's Speech)
4. Hailee Steinfeld - Il Grinta (True Grit)
5. Mila Kunis - Il cigno nero (Black Swan)

### Miglior film straniero
1. Biutiful, regia di Alejandro González Iñárritu
2. Uomini che odiano le donne (Män som hatar kvinnor), regia di Niels Arden Oplev
3. Madre (마더), regia di Bong Joon-ho
4. Lebanon, regia di Samuel Maoz
5. Io sono l'amore, regia di Luca Guadagnino

### Miglior documentario
1. Waiting for "Superman", regia di Davis Guggenheim
2. Exit Through the Gift Shop, regia di Banksy
3. Restrepo - Inferno in Afghanistan (Restrepo), regia di Tim Hetherington e Sebastian Junger
4. The Tillman Story, regia di Amir Bar-Lev
5. Marwencol, regia di Jeff Malmberg

### Miglior film d'animazione
1. Toy Story 3 - La grande fuga (Toy Story 3), regia di Lee Unkrich
2. Dragon Trainer (How to Train Your Dragon), regia di Chris Sanders e Dean DeBlois

### Miglior fotografia
1. Anthony Dod Mantle ed Enrique Chediak - 127 ore (127 Hours)
2. Wally Pfister - Inception

### Miglior sceneggiatura
1. Aaron Sorkin - The Social Network
2. Christopher Nolan - Inception

### Russell Smith Award
- Un gelido inverno (Winter's Bone) per il miglior film indipendente a basso budget